# Joannes Florentius a Kempis
Joannes Florentius a Kempis of Ioannes (1635 - na 1711) was een Barokcomponist, afkomstig uit de Zuidelijke Nederlanden.
Joannes Florentius was de vijfde zoon van de wellicht beroemdere Nicolaes a Kempis. Zoals zijn vader was ook Joannes Florentius componist en organist. Tussen 1670 en 1672 volgde hij hem ook op als organist aan de Brusselse collegiale kerk van Sint-Goedele. Voordien had hij een soortgelijke functie aan de Kapellekerk in Brussel. Van Joannes Florentius verscheen in 1657 een bundel met vijfstemmige Cantiones Natalitiae. Dat zijn kerstliederen; in 1660 zullen ook de Brusselse componisten Guillielmus Borremans en Gaspar de Verlit er publiceren. Verder schreef hij een mis, de sequens Victimae paschalis en twaalf sonates voor viool, viola da gamba en bas. Een dubbelkorig Benedictus wordt ook aan Guillaume a Kempis toegeschreven.